# 16083 Jórvík
16083 Jórvík è un asteroide della fascia principale. Scoperto nel 1999, presenta un'orbita caratterizzata da un semiasse maggiore pari a 2,1667343 au e da un'eccentricità di 0,2142905, inclinata di 6,14453° rispetto all'eclittica.
L'asteroide era stato inizialmente battezzato 16083 Jorvík per poi essere corretto nella denominazione attuale.
L'asteroide è dedicato alla città di York tramite il nome che aveva all'epoca della dominazione anglosassone.